# ハインツ・フローエ
ハインツ・フローエ（Heinz Flohe、1948年1月28日 - 2013年6月15日）は、ドイツのサッカー選手、サッカー指導者。選手時代のポジションはミッドフィールダー。

## 経歴

### 選手時代
フローエはケルンの南に位置するオイスキルヒェンで大家族の中で育った。少年時代からサッカーの才能を示すと、ドイツサッカー連盟のデットマール・クラマーに認められユース年代の代表チームに招集された。
1966年、18歳の時に1.FCケルンに入団した。ケルンではキャプテンでありゲームメーカーを務めるヴォルフガング・オヴェラートが中盤の中央でのポジションを確固としていたことや、フローエ自身が明確なポジションを持たない適応力のある選手だったことから、入団早々に出場機会を獲得。持ち前の技術に加え、豊富な運動量とスピードのあるドリブル突破を併せ持ち、遠目の位置からのロングシュートも得意とし、1967-68シーズンにはDFBポカール優勝に貢献した。
西ドイツ代表としては1970年11月22日に行われたギリシャ代表との国際親善試合でデビュー。1974年に地元西ドイツで開催された1974 FIFAワールドカップでは1次リーグの東ドイツ代表戦に先発出場した他、2試合に交代出場をしたが決勝のオランダ代表戦では出場機会はなかった。その後、1976年に開催されたUEFA欧州選手権1976、1978年にアルゼンチンで開催された1978 FIFAワールドカップに出場するなど国際Aマッチ39試合に出場し8得点を記録した。
所属クラブのケルンでは1976年夏に監督に就任したヘネス・バイスバイラーからオヴェラートに代わって戦術上の中心選手に指名され、1976-77シーズンにはDFBポカールで優勝、1977-78シーズンにはブンデスリーガとDFBポカールの二冠に貢献した。一方、1978-79シーズンに行われたハンブルガーSV戦で相手選手に対して報復行為を行ったことにより退場処分を受けると（試合は0-6でケルンが敗退）、バイスバイラーとの関係が悪化しシーズン終了後に退団した。
1979年にTSV1860ミュンヘンへ移籍したが、同年12月1日に行われたMSVデュースブルク戦で相手DFのパウル・シュタイナーのタックルを受けて脛骨と腓骨を骨折し、この怪我が基となり31歳で現役を引退した。引退の原因となったシュタイナーのプレーについてフローエは損害賠償請求の裁判を起こしたが、過失性は認められないとして退けられた。

### 引退後
引退後は指導者に転じ1981年から1994年にかけてTSCオイスキルヒェンの監督を務め、1994年から1999年にかけては古巣の1.FCケルンのアマチュア部門やトップチームのコーチを務めた。その後、1999年5月から2010年1月にかけてはケルンの下部組織のスカウトを務めた。
晩年は心臓病を患うようになり、1992年と2004年に2度の心臓手術を行った。2010年5月に脳卒中により倒れて以来、植物状態となっていたが、2013年6月15日に亡くなった。

## 個人記録

### 代表での成績
出典
| 西ドイツ代表 | 西ドイツ代表 | 西ドイツ代表 |
| 年           | 出場         | 得点         |
| ------------ | ------------ | ------------ |
| 1970         | 1            | 0            |
| 1971         | 2            | 1            |
| 1972         | 8            | 0            |
| 1973         | 7            | 0            |
| 1974         | 5            | 0            |
| 1975         | 1            | 0            |
| 1976         | 4            | 2            |
| 1977         | 9            | 3            |
| 1978         | 7            | 2            |
| 通算         | 44           | 5            |

### 代表での得点
出典
| # | 開催日         | 開催地                       | 対戦国           | 結果 | 大会                    |
| - | -------------- | ---------------------------- | ---------------- | ---- | ----------------------- |
| 1 | 1971年6月30日  | デンマーク、コペンハーゲン   | デンマーク       | 3-1  | 親善試合                |
| 2 | 1976年6月17日  | ユーゴスラビア、ベオグラード | ユーゴスラビア   | 4-2  | UEFA欧州選手権1976      |
| 3 | 1976年11月17日 | 西ドイツ、ハノーファー       | チェコスロバキア | 2-0  | 親善試合                |
| 4 | 1977年4月27日  | 西ドイツ、ケルン             | 北アイルランド   | 5-0  | 親善試合                |
| 5 | 1977年6月8日   | ウルグアイ、モンテビデオ     | ウルグアイ       | 2-0  | 親善試合                |
| 6 | 1977年11月16日 | 西ドイツ、シュトゥットガルト | スイス           | 4-1  | 親善試合                |
| 7 | 1978年6月6日   | アルゼンチン、コルドバ       | メキシコ         | 6-0  | 1978 FIFAワールドカップ |
| 8 | 1978年6月6日   | アルゼンチン、コルドバ       | メキシコ         | 6-0  | 1978 FIFAワールドカップ |